# Polycardia
Polycardia Juss. – rodzaj roślin należący do rodziny dławiszowatych (Celastraceae R. Br.). Obejmuje 4 gatunki występujące endemicznie na Madagaskarze.

## Morfologia
PokrójDrzewo lub krzew o nagich lub owłosionych pędach.
LiścieNaprzemianległe, całobrzegie, ząbkowane lub kolczasto piłkowane.
KwiatyZebrane w kwiatostany. Kwiaty są obupłciowe. Korona jest zrosłopłatkowa lub złożona z około 5 płatków.
OwoceJajowate torebki.

## Biologia i ekologia
Występuje w nadmorskich i suchych lasach na wysokości do 1200 m n.p.m.

## Systematyka
Pozycja i podział według APWeb (2001...)
Rodzaj należący do rodziny dławiszowatych (Celastraceae R. Br.), rzędu dławiszowców (Celestrales Baskerville), należącego do kladu różowych w obrębie okrytonasiennych.
Wykaz gatunków
| - Polycardia aquifolium Tul. - Polycardia lateralis O. Hoffm. - Polycardia libera O. Hoffm. - Polycardia phyllanthoides (Lam.) DC. |